# 5 viudas sueltas
5 viudas sueltas est une telenovela colombienne diffusée entre le 27 mai 2013 et le 10 janvier 2014 sur Caracol Televisión.

## Synopsis
Virginia est une entreprise millionnaire avec une famille parfaite, Samantha est une agence immobilière, María Nela est une représentante des fournitures médicales, Yidis est une masseuse et Luisa travaille pour une entreprise de sécurité. Cinq femmes qui n'ont rien en commun, une seule chose: chaque dimanche, elles se voient en rendant visite à leurs hommes qui, à cause d'une erreur, d'une injustice ou d'un simple acte négligent, les ont rendus veuves tout en restant en vie. Cela va commencer à changer leurs femmes et à tourmenter leurs partenaires, en particulier parce qu'une fois qu'elles ont quitté le pénitencier, les nouvelles veuves sont en fuite et ne peuvent plus être contrôlées. La vie des femmes évoluera en cinq histoires différentes pleines de drame, d’humour et de passion, mais surtout de la réalité, où des circonstances douloureuses renforceront parfois leur amour et leur désir de se battre, mais ce sera l’ excuse parfaite pour commencer dans d’autres. leur vie est terminée.

## Distribution
- Coraima Torres : Virginia Mazuera
- Heidy Bermúdez : Yidis León
- Angélica Blandón : Luisa Bustos
- Luly Bossa : Samantha Palacio
- Andrea Gómez : Marianela Campuzano
- Diego Cadavid : Robin Ruíz
- Ernesto Benjumea : Benjamin Ferreira
- Ricardo Leguízamo : Jacobo Arias
- Andoni Ferreño : Dr Melguizo
- Rodolfo Valdéz : Marcelo Ríos
- Claudia Moreno : Leticia "Lety"
- César Mora : Luis
- Armando Gutiérrez : Lobo Guerrero
- Carlos Duplat : Pedro Juan Mazuera
- Noelle Schonwald : Patricia Nieto
- Adriana Silva : Carminia
- Patricia Polanco : Vilma
- Ana Medina : Zaira
- Víctor Gómez : l'ingénieur
- Juan Carlos Messier : Ernesto
- Andrés Martínez : Gato
- Jorge López : Mauro
- Carlota Llano : Aminta
- Luz Stella Luengas : Betty
- Roberto Marín : Feliciano
- Ana Maria Jaraba : Elsa Bustos
- Juanita Arias : Mia
- Claudio Cataño : Walter
- Santiago Gómez : Jeronimo
- Katherine Miranda : Carlota
- Ramsés Ramos : Pirateque
- Javier Gardeazábal : Jairo
- Marcela Posada : Alejandra
- Isabella Pineda : Katherin
- Juan Manuel Acosta : Arturo
- Aura Helena Prada : Angela María
- Ricardo Velez : Juan
- Irene Arias : Susana
- Aco Perez : Guardia Castillo
- Fernando Lara : enquêteur n° 1
- Fernando Arango : enquêteur n° 2
- Lorena Mcallister : Maritza
- Catalina Acosta : Adriana
- Francisco Perez : Guardia Rodriguez
- Paola Montoya : Claudia
- Giselle Saouda : Angela
- Pedro Mogollón : avocat brisé
- Jorge Bautista : Guardia Montoya
- Víctor Cifuentes as Zamudio
- Cesar Alvarez : Albeiro
- Fernando Villate : Maximo
- David Velez : Giovanny
- Ernesto Ballen : Prado
- Andres Martinez : Mauricio
- Martha Suarez : La Mona
- Carlos Vergara : El Zorro
- Rosalba Penagos : Carmen
- Julio Correal : Hernan
- Juan Morales : Anibal
- Juan Pablo Manzanera : Tomas
- Alex Gil : Wilmar
- Carlos Congote : Moreno
- Ilja Rosendahl : Banquero
- Silvio Plaza
- Margarita Reyes

## Diffusion
- Caracol Televisión (2013-2014)